# Wybory parlamentarne w Tanzanii w 2005 roku
Wybory parlamentarne w Tanzanii odbyły się 14 grudnia 2005. Wygrała je rządząca Partia Rewolucji (Chama Cha Mapinduzi, CCM).

## Wyniki
- Partia Rewolucji (Chama Cha Mapinduzi, CCM) – 70% (275 deputowanych)
- Zjednoczony Front Obywatelski (Civic United Front, CUF) – 14,3% (31)
- Partia Demokracji i Rozwoju (Chama cha Demokrasia na Maendeleo, CHADEMA) – 8,2% (11)
- Tanzania Labour Party (TLP) – 2,7% (1)
- United Democratic Party (UDP) – 1,4% (1)